# Ailuropoda melanoleuca qinlingensis
Il panda di Qinling (Ailuropoda melanoleuca qinlingensis ) è una sottospecie del panda gigante, scoperta negli anni '60, ma non riconosciuta come tale fino al 2005. Ignorando la sottospecie nominale, è la prima sottospecie scientificamente riconosciuta del panda gigante.

## Descrizione
Il panda di Qinling si differenzia dalla sottospecie nominale più familiare per il suo cranio più piccolo e la pelliccia marrone chiaro e bianco, al posto del più comune mantello bianco e nero, e per le sue dimensioni complessivamente più piccole. Le macchie marroni sul volto, sono poste sotto gli occhi a formare quasi una lacrima, anziché intorno agli occhi come nella sottospecie nominale.

## Distribuzione e habitat
Questa sottospecie è limitata alle montagne del Qin, ad altitudini di 1300–3000 metri. La sua colorazione è probabilmente una conseguenza degli accoppiamenti tra consanguinei: poiché la popolazione è limitata ad un areale così ridotto, la variazione genetica limitata potrebbe aver portato alla conservazione della mutazione responsabile.

## Conservazione
Esistono circa 200–300 esemplari di panda del Qinling che vivono allo stato brado.
Il 30 agosto 1989, una femmina di questa specie fu catturata e portata allo zoo di Xi'an per accoppiarsi con un normale panda gigante. La prole di questo panda presentava il caratteristico mantello bianco e nero, ma secondo quanto riferito il mantello cominciò a mutare verso un colore brunastro con la crescita. Secondo altri resoconti la femmina diede alla luce tre cuccioli, ma morirono tutti poco dopo la nascita. La madre, di nome Dan-Dan, morì nel 2000.
A causa dell'inquinamento, la sottospecie Qinling è stata esposta a sostanze tossiche nella sua dieta a base di bambù. Anche se non è completamente certo a quali agenti tossici sia stata esposta, è stato determinato che questi siano metalli pesanti provenienti dalla deposizione atmosferica. Pertanto, la conservazione dei panda del Qinling potrebbe essere compromessa in futuro, a causa dell'inquinamento atmosferico in Cina.
La salute dentale è importante per la sopravvivenza dei panda del Qinling. Questi panda hanno un tasso di sopravvivenza di 5-20 anni. Le anomalie dentali più comuni che affrontano i panda del Qinling sono attrito e fratture dentali. Queste due anomalie possono influire sul tasso di sopravvivenza di questi animali.